# Bergs landskommun, Västergötland
Bergs landskommun var en tidigare kommun i dåvarande Skaraborgs län.

## Administrativ historik
Kommunen inrättades i Bergs socken i Vadsbo härad i Västergötland när 1862 års kommunalförordningar trädde i kraft.  
Vid kommunreformen 1952 uppgick landskommunen i Timmersdala landskommun som 1971 uppgick i Skövde kommun.

## Politik

### Mandatfördelning i valen 1938-1946
| 10 | 10 |

| 20 |

| 10 | 10 |

| 20 |

| 1 | 9 | 10 |

| 20 |